# Mariareuterella grygieri
Mariareuterella grygieri är en plattmaskart som först beskrevs av Timoshkin OA 200.  Mariareuterella grygieri ingår i släktet Mariareuterella och familjen Rhynchokarlingiidae. Inga underarter finns listade i Catalogue of Life.